# فوكر تكنولوجيز
فوكر تكنولوجيز (بالإنجليزية: Fokker Technologies)‏ هي شركة تصنيع فضاء جوي هولندية. تأسست في 1 يناير 2011. ويقع مقرها في هولندا. الشركة لديها شركات فرعية للإنتاج والتصميم وتطوير وإنتاج الهياكل ومعدات الهبوط والأنظمة الكهربائية الخاصة بصناعة الطيران والدفاع. إضافة إلى القدرات الإنتاجية، فإنها توفر أيضا خدمات الصيانة المتكاملة لأصحاب ومشغلي الطائرات.
بعد إفلاس صانع الطائرات السابق فوكر في عام 1996، استحوذت على فوكر شركة ستورك بي.في. (Stork B.V.) وهي شركة متخصصة في بناء مكونات الطائرات وخدمات صيانة الطائرات. وكان للجماعة العديد من الأسماء حتى في عام 2010، ووأعيد اسم فوكر.